# B.A.T. F.K.23 Bantam
Die B.A.T. F.K.23 ist ein Doppeldecker, der im Ersten Weltkrieg von Frederick Koolhoven bei der British Aerial Transport Company (B.A.T.) konstruiert wurde.

## Entwicklung
Nach seinem Wechsel zur British Aerial Transport Co. Ltd. erhielt Frederick Koolhoven 1917 den Auftrag zum Entwurf eines einsitzigen Kampfflugzeuges. Das F.K.22 genannte Modell war ein zweistieliger Doppeldecker in Holzbauweise mit einem Rumpf in Schalenbauweise. Als Antrieb war ein A.B.C.-Moskito-Sternmotor mit einer Leistung von 120 PS (89 kW) vorgesehen. B.A.T. erhielt den offiziellen Auftrag zum Bau von sechs Entwicklungsmaschinen. Der Motor erwies sich jedoch als untauglich und wurde im ersten und dritten Flugzeug durch einen A.B.C.-Wasp-I-Sternmotor mit 170 PS (127 kW) ersetzt (F.K.22/1). Der zweite Prototyp erhielt einen 100 PS (75 kW) starken Gnome-Monosoupape-Umlaufmotor (F.K.22/2). Die verbleibenden drei Exemplare dienten als Prototypen für die F.K.23. Die F.K.22/2, rückwirkend als Bantam II bezeichnet, flog als erstes im September 1917 und begann die Flugerprobung im Dezember 1917. Im Januar erfolgte die Überstellung für den offiziellen Testbetrieb nach Martlesham. Später erhielt die Maschine einen Le-Rhone-9J-Umlaufmotor mit 110 PS (82 kW) und flog bei der Central Flying School auf der Basis RAF Upavon. Über den Verbleib der beiden anderen F.K.22 ist nichts bekannt.
Die letzten drei Maschinen des Entwicklungsauftrags erhielten die Bezeichnung F.K.23 Bantam I. Zwar wurde der Aufbau in Holzbauweise mit einem Schalenrumpf beibehalten, doch wurde ansonsten eine umfassende Umkonstruktion des Entwurfs vorgenommen. Bei der F.K.23 war die Spannweite von 7,52 m auf 6,10 m verringert worden. Auch die Länge verringerte sich von 6,30 m auf 5,61 m. Als Antrieb fungierte wieder der A.B.C.-Wasp-Sternmotor. Die Erprobung erfolgte ab Mai 1918. Es folgten noch zwei weitere Prototypen, die wieder etwas größer waren. Danach erfolgte eine Bestellung von zwölf Flugzeugen. Davon wurden mindestens neun fertiggestellt. Das erste davon flog am 26. Juli 1918 zum Royal Aircraft Establishment in Farnborough. Je ein Flugzeug wurde nach Frankreich und in die USA überstellt. Das in den USA getestete Flugzeug wurde am 30. September 1922 eingemottet.
Da die Prototypen zum Trudeln neigten, wurden an den Serienmodellen mehrfach Änderungen durchgeführt. Spannweite, Leitwerk, Höhenruder und die Ruderfläche wurden vergrößert sowie die Flosse verkleinert. Außerdem gab es Probleme mit den Motoren. Das Kriegsende führte zur Einstellung der Entwicklung. Koolhoven kaufte das letzte Serienmodell, das mit einem 200 PS starken A.B.C-Wasp-II-Motor ausgerüstet war und brachte die Maschine in die Niederlande. Dort erhielt sie einen Armstrong-Siddeley-Lynx-Sternmotor. Einige Exemplare erschienen später mit einer zivilen Zulassung. Dazu gehörte auch die Maschine, mit welcher der Testpilot Major Christopher Draper am 21. Juni 1919 an einer Rallye in Hendon teilnahm.

## Technische Daten
| Kenngröße             | Daten                                               |
| --------------------- | --------------------------------------------------- |
| Besatzung             | 1                                                   |
| Länge                 | 5,61 m                                              |
| Spannweite            | 7,62 m                                              |
| Flügelfläche          | 17,19 m²                                            |
| Höhe                  | 2,06 m                                              |
| Leermasse             | 378 kg                                              |
| Startmasse            | 599 kg                                              |
| Antrieb               | ein Sternmotor A.B.C Wasp I mit 170 PS (ca. 130 kW) |
| Höchstgeschwindigkeit | 206 km/h in 1.980 m Höhe                            |
| Steiggeschwindigkeit  | 5:10 min auf 1.980 m                                |
| Dienstgipfelhöhe      | 6.100 m                                             |
| Bewaffnung            | 2 starre 7,7-mm-Vickers-MG                          |